# Мицубиши 1MF2
Мицубиши 1MF2 (енгл. Mitsubishi 1MF2 Hayabusa) је једноседи јапански ловачки авион. Авион је први пут полетео 1928. године. 

## Пројектовање и развој
Током 1927. команда Императорске Армије је објавила конкурс за новог армијског ловца са намером да замени Нијепор-Делаж NiD-29. На конкурс су се пријавиле фирме Кавасаки, Накаџима и Мицубиши. Иако је по ознаци изгледало да је 1MF2 само модификација морнаричког ловца 1MF1, у ствари је била реч о скоро потпуно новом дизајну. То је био висококрилац мешовите конструкције са парасол крилом и мотором од 600 КС. Два прототипа су испитивана у армијском опитном центру Токорозава. При првим испитивањима се авион показао добро, али је при каснијем тесту обрушавања авион уништен при брзини од преко 400 km/h. После овога је конкурс отказан.

## Технички опис
Труп му је правоугаоног попречног пресека. Носећа конструкција трупа је просторна решетка направљена од заварених челичних цеви високе чврстоће. Дијагонале за учвршћење рамова су од челичних цеви у пределу испред кокпита а иза према репу су жичане. Мотор је обложен алуминијумским лимом. Изван лимене облоге, цео труп је обложен импрегнираним платном. Пилот је седео у отвореном кокпиту. Прегледност из пилотске кабине је била добра. Два митраљеза су била у хаптичком пољу пилота тако да је могао интервенисати кад дође до њиховог застоја у раду.
Авион је погоњен, водом хлађеним V-12 мотором, Митсубиши Хиспано-Суиза од 600 KS. На вратилу мотора је била насађена двокрака дрвена елиса фиксног корака. Хладњак за расхладну течност мотора се налазио испод трупа авиона.
Авион Мицубиши 1MF2 је висококрилни једнокрилац (парасол). Крило му је дводелно трапезастог облика са заобљеним крајевима и средње дебљине. Нападна ивица крила је управна на осу авиона. Конструкција крила је дрвена са две рамењаче. Предња рамењача са нападном ивицом крила чини торзиону кутију. Крила су пресвучена импрегнираним платном. Крило је балдахином повезано са трупом авиона. На балдахину се налази метална конструкција у коју су смештени резервоари за гориво  и за ту металну конструкцију су везана полукрила (лево и десно крило). Предња и задња рамењача су подупирачима ослоњене на труп авиона. Конструкција елерона је дрвени оквир и ребра, облога је од платна. Управљање елеронима је помоћу сајли за управљање.
Репне површине код овог авиона су класичне, састоје се од вертикалног и хоризонталних стабилизатора на које су прикључени  кормила правца и дубине. Сви ови елементи су направљени као и крило. Носећа конструкција је од дрвета а облога од импрегнираног ватроотпорног платна.
Стајни трап је био класичан, направљен као челична конструкција од заварених танкозидих цеви са фиксном осовином. Амортизација је била помоћу уљно пнеуматских амортизера уграђених у предње носаче осовине. На репном делу се налазила еластична дрвена дрљача.

## Наоружање
Авион је био наоружан са 2 фиксна синхронизована митраљеза калибра 7,7 милиметара која су гађала кроз обртно поље елисе.
| Наоружање авиона: Мицубиши     |     |
| Ватрено (стрељачко) наоружање  |     |
| Топ                            |     |
| Митраљез                       |     |
| Број и ознака митраљеза        | 2   |
| Калибар                        | 7,7 |
| Бомбардерско наоружање (бомбе) |     |
| Ракетно наоружање (ракете)     |     |

## Верзије
Направљена су два потпуно иста прототипа.

## Оперативно коришћење
Коришћење овог авиона се завршило трагичним распадом прототипа приликом тестирања. Током тестирања, у пролеће 1928. године, ова летелица се распала у зарону (обрушавању), а њен пилот је постао први јапански пилот (Sumitoshi Nakao) који се спасао падобраном.

## Земље које су користиле авион
- Јапан